# Buchnera aphidicola
Buchnera aphidicola je druh bakterie ze skupiny Enterobacteriaceae.
Je primárním endosymbiontem (P-endosymbiontem) mšic a žije ve vezikulech jejich mycetocytů, kterých je v jedné mšici 60-80 a z nichž se při množení hostitele přenáší přes hemolymfu do oplozeného vajíčka. Buňky buchnery jsou gramnegativní, kulovitého tvaru, v průměru velké 2 – 5 μm. Změna velikosti průměru ani objemu buňky v závislosti na stáří mšice není signifikantní, velikost buchner v mšicích starých 10 dní je zhruba stejná jako v mšicích starých 50 dní.
Pro svého hostitele je Buchnera důležitá například syntézou esenciální aminokyseliny tryptofanu nebo vitamínu riboflavinu. Naopak geny pro neesenciální aminokyseliny chybí, buchnery využívají produkty obsažené v cytoplazmě mycetocytů. U mšice makové (Aphis fabae) bylo zkoumáno množství esenciálních aminokyselin, které Buchnera hostiteli poskytuje. Relativně nejvíce poskytuje fenylalanin (z vyrobeného množství 0,28×10−15 molů denně jedna buňka buchnery poskytne 76 %), nejvíce syntetizuje leucin (z 0,33×10−15 molů hostitel využije 74 %). U většiny esenciálních aminokyselin mšice využije nadpoloviční většinu vyrobeného množství, výjimkou je tryptofan (z 0,02×10−15 molů hostitel využije 19 %). Buchnera kmene APS má 54 genů kódujících bílkoviny pro syntézu všech aminokyselin esenciálních pro mšice.
Buchnera má stejně jako ostatní P-endosymbionti značně redukovaný genom včetně ztráty genů pro reparaci DNA. Buchnera je ale jediný známý organismus, který ztratil i gen recA (recBCD zůstaly zachovány), gen, který je nejzásadnější součástí systému pro homologní rekombinace, opravy a údržbu DNA. Přítomný ale nefunkční gen je ještě znám z genomu pouhých dvou bakterií ze skupiny Mollicutes. Ty mají gen recA zkrácený na prvních 390 nukleotidů (Spiroplasma citri), či jinak pozměněn (Spiroplasma melliferum), a tak nedostačující.
Na rozdíl od jiných gramnegativních bakterií Buchnera neprodukuje žádné polyaminy s výjimkou spermidinu, který vyrábějí enzymy kódované geny speD a speE. Chybí i významné polyaminy ostatních prokaryot jako putrescin či kadaverin. Obsah spermidinu je nejvyšší u mladých mšic. Buchnera také postrádá lipopolysacharidy ve své vnější buněčné membráně. Chybí jí také geny motA a motB, které jsou důležité pro aktivitu bičíku. Naopak zástupci dobře prozkoumaného kmene APS si ponechali aparát pro glykolýzu. Jak je pro P-endosymbionty charakteristické, společně s redukcí genomu se snižuje obsah GC. U kmene APS činí zhruba 26 %.
Pro buchneru je charakteristické, že ve větší míře exprimuje geny pro proteiny tepelného šoku. Mezi ně patří groEL (57,3 kDa), groES (10,3 kDa), což jsou chaperony Hsp60, resp. Hsp10 (zvané někdy chaperoniny), dnaK (Hsp70), dnaJ (Hsp40; pomocný protein pro chaperony Hsp70) nebo rpoH. RpoH je gen pro σ32, σ-faktor, který spouští expresi genů tepelného šoku tím způsobem, že se při zvýšení teploty uvolní z komplexu s pomocným proteinem dnaJ a ten pak umožňuje vazbu RNA-polymerázy k promotorům proteinů tepelného šoku. Z nich je nejvíce produkován groEL, groES i dnaKJ jsou v buňce zastoupeny v podstatně nižších koncentracích. Buchnera totiž proteiny groEL exprimuje i při normální teplotě. Mšice při teplotě 23 °C stará 9 dní obsahuje 1,6×105 molekul groEL na μm3 objemu buňky. To je podobné množství jako u E. coli při teplotě 46 °C. Nadprodukce groEL je pro buchnery prospěšná z několika důvodů. Část proteinu přechází do hemolymfy mšice. Zde může obalovat virové částice rostlinných virů (luteoviru), které se sem dostávají ze zažívacího traktu mšice, která se živí šťávami napadané rostliny. Viry jsou tak zachovány v infekční formě a přes slinné žlázy mšice se mohou přesunout na jinou rostlinu. Infikované rostliny mají větší podíl živin ve šťávě, jejich přenos je tedy pro mšici a tudíž i pro její symbionty výhodný. Další výhoda pro buchneru z nadprodukce groEL může plynout z obecné vlastnosti chaperonů skládat právě translatované proteiny do funkční terciární struktury. Chaperony tak mohou částečně kompenzovat akumulované substituce aminokyselin, ke kterým častěji dochází právě v redukovaném genomu P-endosymbiontů, kde chybí některé proteiny důležité pro reparaci DNA.
Protein groEL buchnery je v pořadí aminokyselin z 85,8 % shodný s groEL u E. coli. Strukturou je s groEL u E. coli shodný, je také složen ze 14 podjednotek, které – stejně jako u E. coli – vytvářejí dva kruhy o sedmi jednotkách. Dříve byl nazýván symbionin, zkráceně symL, groES pak symS. Stejně jako u E. coli mají proteiny groEL a groES společný operon groESL (symSL), ze kterého se transkribuje mRNA dlouhá 2,1 kb. U kmene APS buchnery není groEL (na rozdíl od např. menšího genomu kmene Cc) popsán v databázi GenBank, odpovídá mu však gen mopA, který přirozeně chybí v chromozomech s groEL.
Buchnera je polyploidní, obsahuje kolem 120 kopií genomu na buňku. Kromě chromozómů obsahuje i několik plazmidů. V nich se nacházejí např. geny pro syntézu tryptofanu či leucinu (geny leuABCD nalezené v plazmidu pLeu některých kmenů buchnery).
Buchnera byla objevena u řady druhů mšic, pravděpodobně žije u většiny druhů, některé druhy tribu Cerataphidini ji však postrádají a místo ní mají houbovité mikroorganismy, tedy Eukaryota. Genom je přečtený zatím u čtyř kmenů: APS (kyjatka hrachová, Acyrthosiphon pisum), Bp (Baizongia pistaciae), Cc (Cinara cedri), Sg (Schizaphis graminum). Jsou také přečteny genomy kmenů 5A a Tuc7, oba z Acyrthosiphon pisum. Počet protein kódujících genů je variabilní, nejvíce jich má kmen APS (564; další kmeny z druhu Acyrthosiphon pisum se mu počtem genů velmi podobají), daleko nejméně pak Cc (357). Tento kmen již není schopen zastávat některé biosyntetické procesy důležité pro hostitele (syntéza tryptofanu či riboflavinu), jeho činnost nahrazuje sekundární symbiont Serratia symbiotica, taktéž člen skupiny Enterobacteriaceae. Počet bází v genomu kmene Cc se blíží horní hranici známé u mitochondrií suchozemských rostlin a podobnými organelami se tyto buchnery možná v budoucnu stanou, pokud ovšem nevymřou. Porovnání genomů ostatních kmenů buchnery ale naopak ukazuje velkou stabilitu genomu – při srovnání kmenů Sg a APS nebylo nalezeno žádné získání genu či přeskupení chromozomu za posledních 50 až 70 milionů let.
Soužití buchnery s mšicemi je evolučně staré. Infikace předka mšic bakterií, ze které se vyvinuly dnešní buchnery, se odehrálo před 160–280 milióny lety, nebo v této době alespoň vznikl horizontální přenos těchto bakterií. Buchnera má shodnou fylogenezi s mšicemi i na velmi nízké úrovni. Od E. coli Buchnera divergovala před zhruba 420 miliony lety.
Kromě buchnery se v tělech mšic vyskytují různí sekundární endosymbionti, často také ze skupiny Enterobacteriaceae. Např. u kalifornských mšic druhu Acyrthosiphon pisum byl pomocí PCR nalezen S-endosymbiont (nazvaný PASS – pea aphid secondary symbiont) u téměř 88 % jedinců. U téhož druhu mšice byl nalezen i exkluzivní kmen rickettsie (PAR – pea aphid rickettsia) podle sekvencí 16S rDNA příbuzný druhu Rickettsia bellii. S-endosymbiontů mšic je celá řada. Fukatsu objevil S-endosymbionta mšic rodu Yamatocallis (YSMS). Teprve v posledních letech se přistupuje k popisování S-endosymbiontů klasickými rodovými a druhovými jmény. U mšic podčeledi Lachninae (kam patří také Cinara cedri, hostitel buchnery Cc) byla popsána bakterie Serratia symbiotica, která patří do stejného rodu ke známým patogenům; rod Serratia patří také do čeledi Enterobacteriaceae. Dalšími S-endosymbionty z této skupiny proteobakterií jsou např. Hamiltonella defensa a Regiella insecticola. O regielle bylo zjištěno, že podporuje rezistenci hostitele vůči patogenům a tak zvyšuje fitness mšic. S-endosymbionti mšic jsou na rozdíl od buchnery tyčinkovité bakterie. Žijí ve zvláštních buňkách částečně obklopujících bakteriom s buchnerami.